# Le Poët-Laval
Le Poët-Laval är en kommun i departementet Drôme i regionen Auvergne-Rhône-Alpes i sydöstra Frankrike. Kommunen ligger i kantonen Dieulefit som tillhör arrondissementet Nyons. År 2022 hade Le Poët-Laval 958 invånare.

## Befolkningsutveckling
Antalet invånare i kommunen Le Poët-Laval
Referens:INSEE

## Galleri

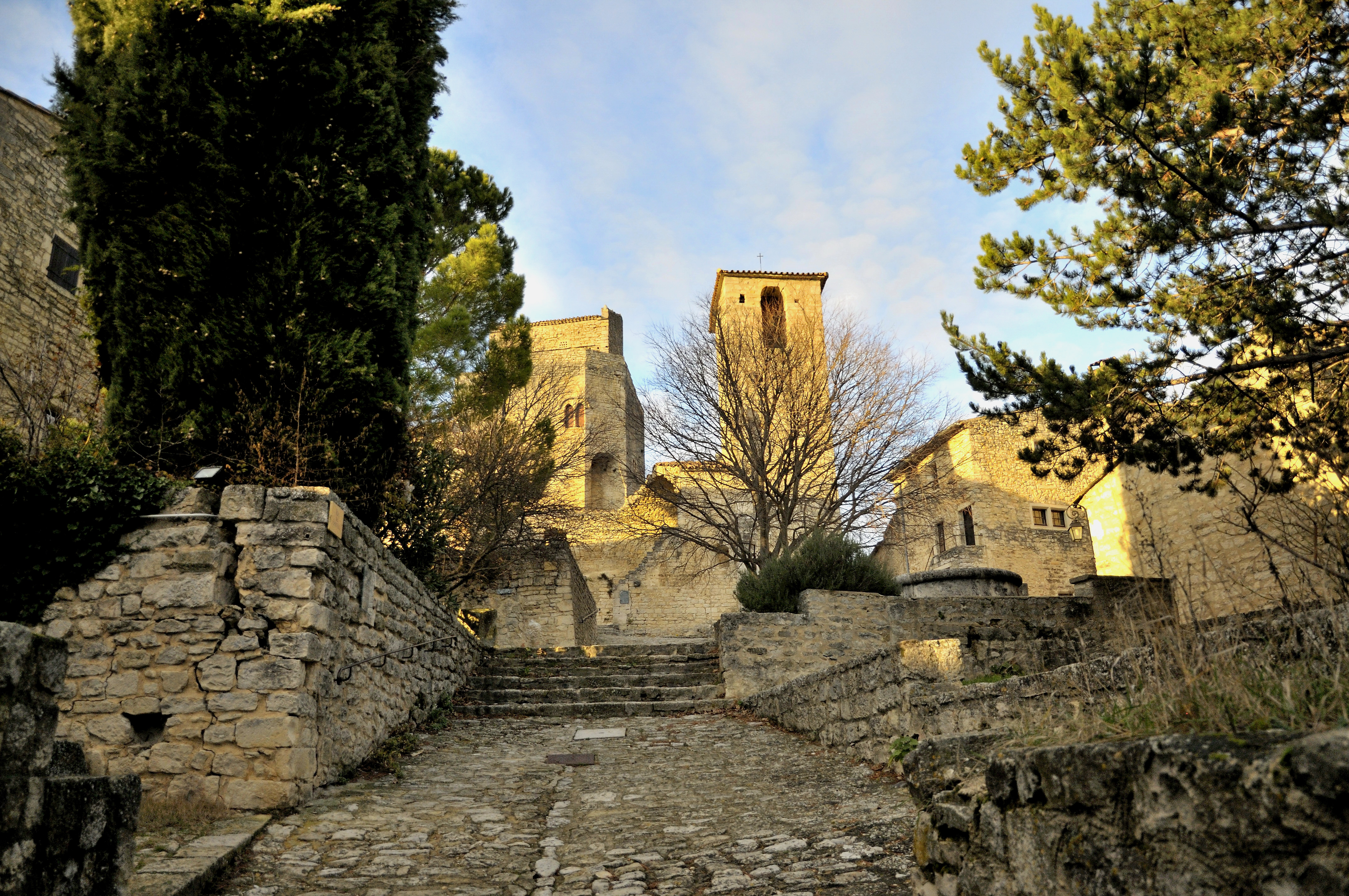
Kyrkan
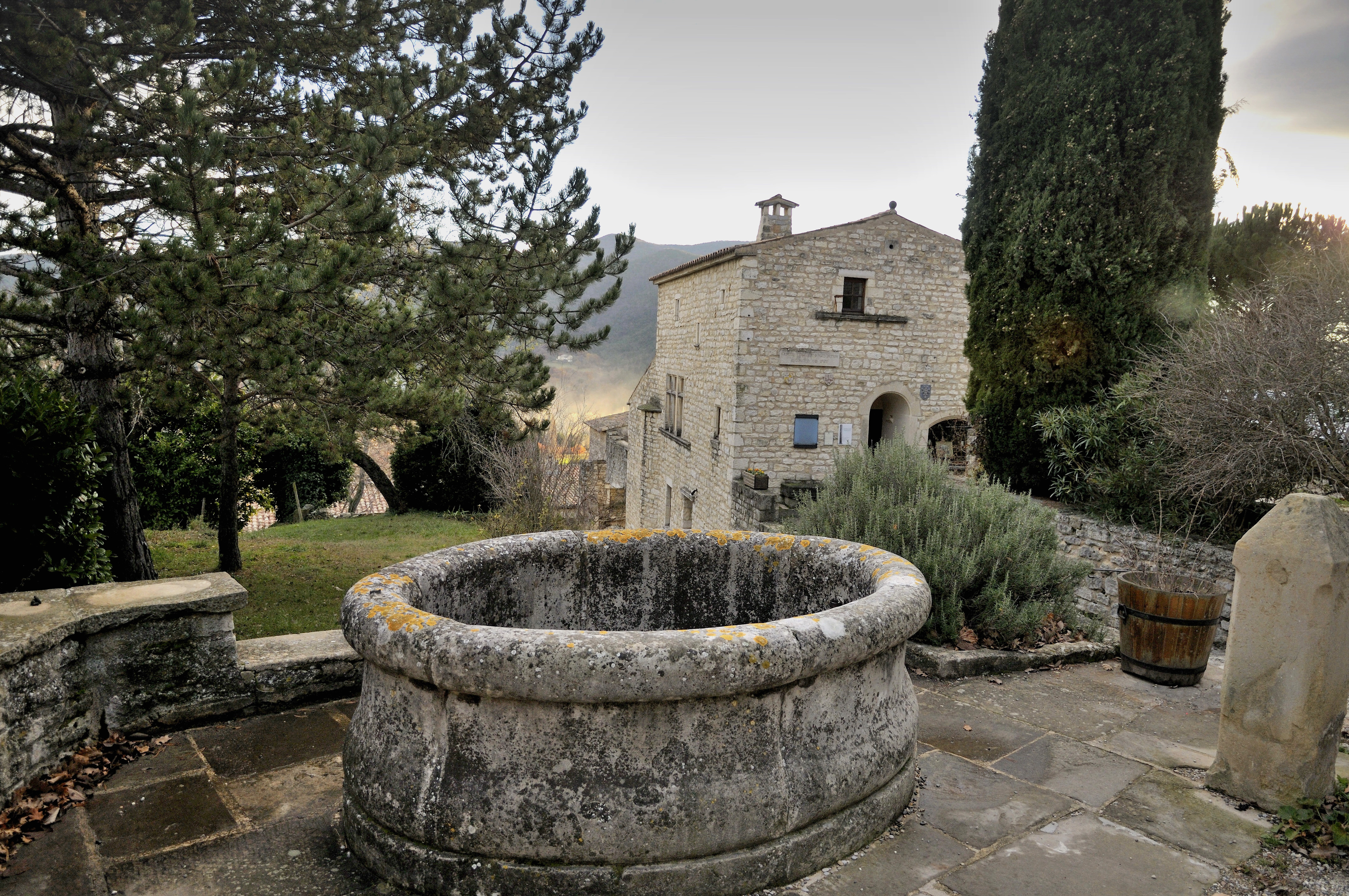
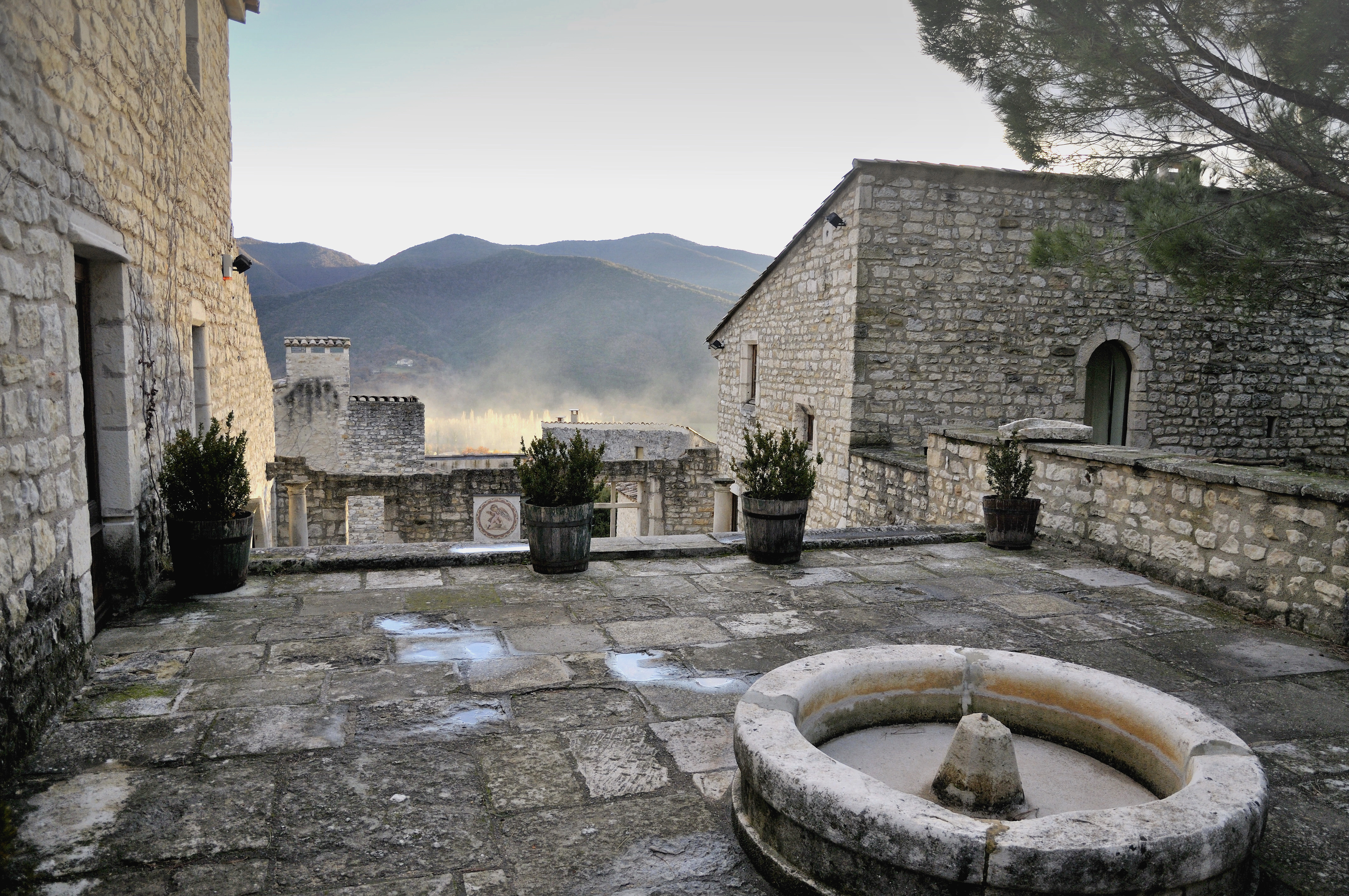
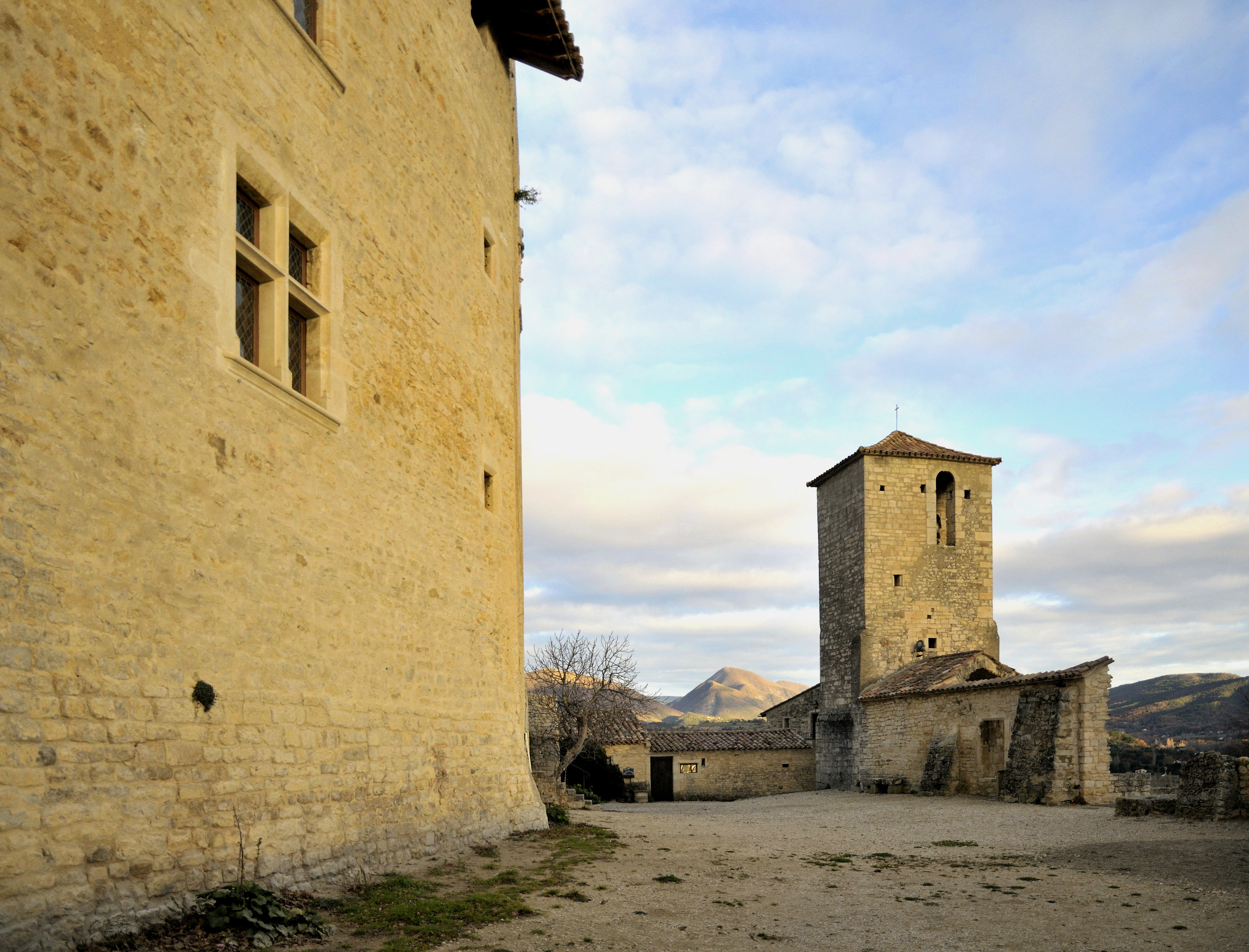
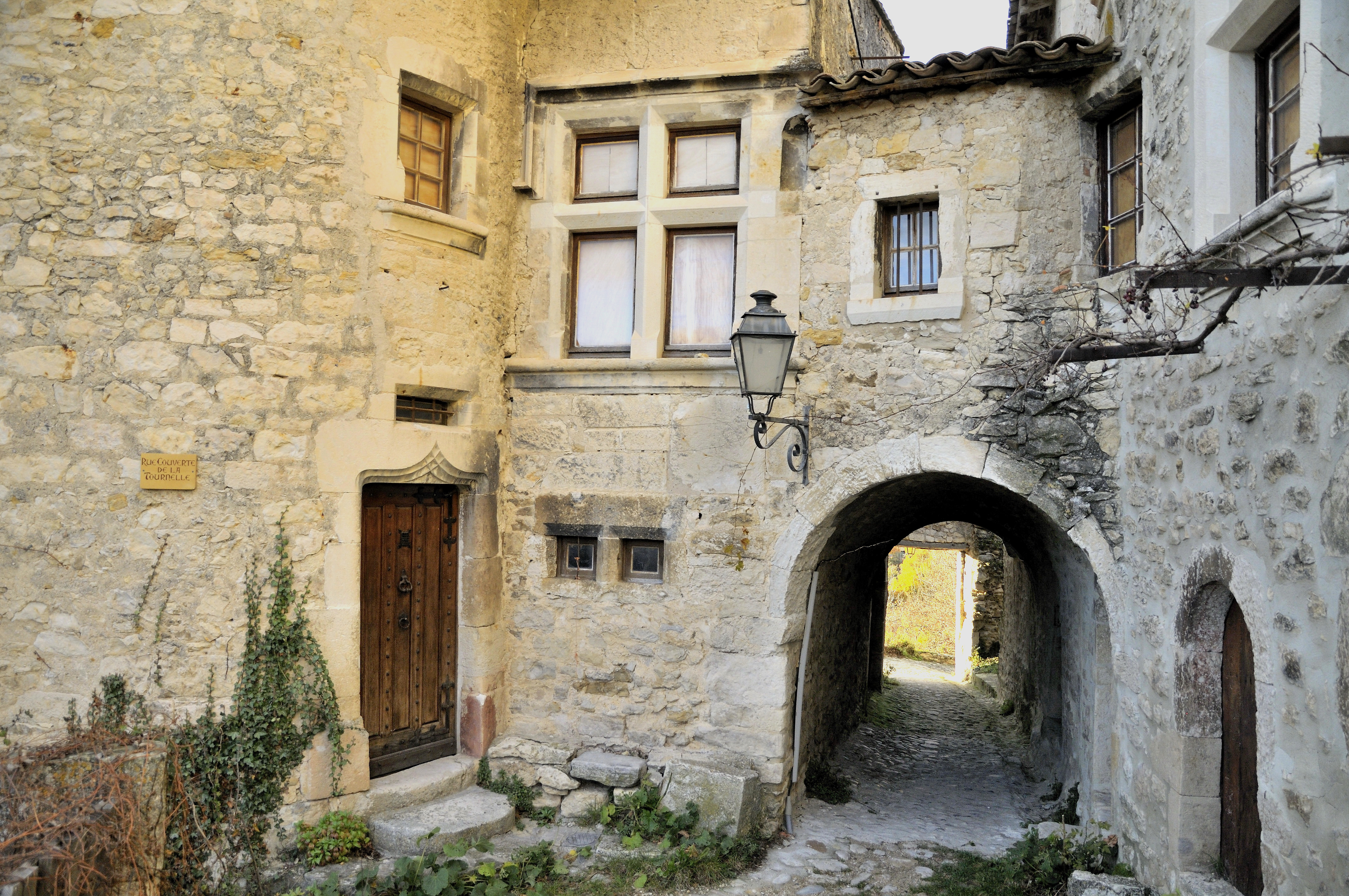
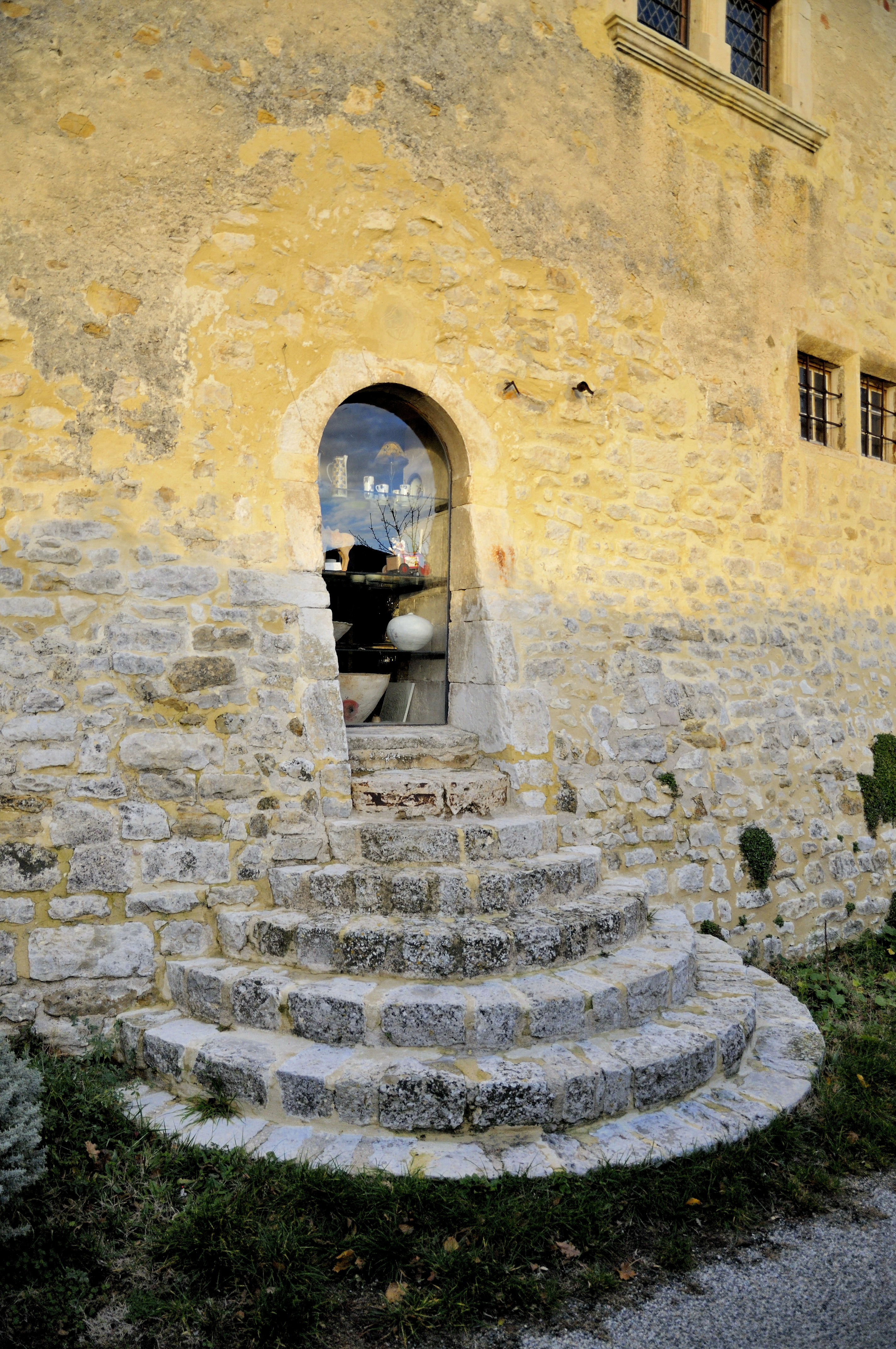